# Pascual Enrile Acedo
Pascual Enrile y Acedo (Cádiz, 13 de abril de 1772 - Madrid, 6 de enero de 1839), fue un militar, marino y gobernador virreinal español que participó como realista en las guerras por la emancipación de los virreinatos de Nueva Granada y del Río de la Plata.

## Primeros años
Nació en Cádiz, hijo de Jerónimo Enrile y Guerci, I marqués de Casa Enrile, y de María de la Concepción Alcedo y Herrera. Su padre fue nombrado más tarde director general del Asiento de negros en La Habana. Pascual ingresó con 16 años como guardiamarina en la Armada, en el departamento de Ferrol. Al terminar sus estudios de las cuatro clases, se le ordenó embarcar para sus prácticas de mar, participando en la guerra del norte de África.
Recibió el ascenso a su primer grado de oficial, alférez de fragata el día dos de junio del año de 1790. No se tiene datos de él en esta época y solo la de sus ascensos, siendo ascendido a alférez de navío por Real Orden del día veintidós de noviembre del año de 1794 y a teniente de fragata por Real Orden del día cinco de octubre del año de 1802.

## Real Armada Española
Con este grado se le otorga el mando del bergantín Prueba, uniéndose a los buques que participaban en la medición de la meridiana entre Francia y las islas Baleares, comisión que se llevó a buen término en el año de 1803.
Por Real Orden del día nueve de noviembre del año de 1805, se le otorga el ascenso al grado de teniente de navío, participando en este año en los combates que se dieron en el Mediterráneo contra los británicos.
Al sobrevenir la invasión napoleónica de la Península en el año de 1808, se encontraba en la ciudad de Barcelona, donde fue hecho prisionero, pero consiguió fugarse y pasar a los batallones de Infantería de Marina combatiendo en todos los que participó su unidad, cayendo herido en el mismo año de su comienzo, pudiéndose recuperar y continuar la lucha hasta ver desaparecer del territorio patrio al invasor. Siendo siempre muy distinguido en cuantas acciones entró en combate, así como por su valor y capacidad de organización, que quedó demostrada en más de una ocasión.
Como jefe de la fuerza naval y segundo jefe de la expedición pacificadora al mariscal de campo (grado igual al de jefe de escuadra de la Real Armada) don Pascual de Enrile, Pablo Morillo le proporcionó una división compuesta por el navío de línea San Pedro Alcántara del porte de 64 cañones, las fragatas Diana é Ifigenia, corbeta Diamante y goleta Patriota, para dar protección a un convoy que transportaba a quince mil hombres de todas las armas, que previamente se habían reunido en la bahía de Cádiz. El 17 de febrero de 1815 zarparon de Cádiz y cruzaron el Atlántico para desembarcar el 7 de abril en Puerto Santo, cerca de Carúpano, en el oriente de Venezuela. Allí Morillo se entrevista con el brigadier Francisco Tomás Morales, quien comandaba unos 7000 soldados realistas, Pablo Morillo se reembarca con 3.000 o 5.000 hombres para anclar en Pampatar (isla de Margarita) el 9 de abril, reduciendo así al último foco patriota venezolano, que pese a contar con una guarnición de hasta 3.000 hombres se rinde con poca oposición. Bermúdez y 300 hombres, incluyendo la mayoría de los oficiales, evacuaron la isla hacia Cartagena de Indias. El día 10 desembarcaron las tropas restantes y el 11 ocuparon La Asunción. Morillo fue muy piadoso con los oficiales y soldados rebeldes que se rindieron, a pesar de las exigencias de Morales de que fuera severo con ellos. Organizó varios batallones y guarniciones con los soldados rendidos y llegó a cenar con el gobernador de la isla, Juan Bautista Arismendi. Posteriormente, cuando se dirige a Cumaná explota la santabarbara del San Pedro Alcántara que se hundió entre Coche y Cubagua el 25 de abril. Luego sigue a La Guaira, Caracas y Puerto Cabello antes de partir el 5 de julio al Virreinato de Nueva Granada.
En Santa Marta la flota es aclamada por el pueblo, y luego ante la amurallada Cartagena de Indias que no se rinde, el 22 de agosto Morillo inicia un largo y cruento asedio durante el cual murió de hambre y calamidades una tercera parte de su población (6.000 personas). la rendición de la plaza el 6 de diciembre de 1814, es considerada una gran hazaña militar contra los insurgentes americanos y Fernando VII le otorga a Morillo el título de Conde de Cartagena y la Gran Cruz de la Orden Isabel la Católica.  
Al consolidar la ocupación de Cartagena la flota de Morillo bloquea los puertos de La Dorada y Salgar penetrando en territorio neogranadino hasta llegar a Santafé de Bogotá donde restaura al virrey Samano en el poder.
Este periodo histórico que comienza con la toma de Cartagena y concluye con las condenas a miembros de la insurrección de Nueva Granada se denomina en Colombia "Régimen del Terror".
Pablo Morillo en principio aplica una política de indultos que suspende tras quedar conmocionado al recibir la noticia de la traición de Arismendi, gobernador de la isla Margarita, y al que había perdonado de la sentencia de muerte, y que sin embargo se rebelaba a su partida, pasando además a cuchillo a toda la guarnición española. En represalia Morillo puso en marcha tribunales militares de justicia, denominados tribunal "de guerra" para juzgar hechos de sangre, y tribunal "de purificación" para juzgar delitos comunes, adjudicándose la oportunidad al reo de una defensa, todo de manera tal y como era uso en España. Con la instauración de las "juntas de secuestro" en Nueva Granada y Venezuela, y lo mismo que en España durante la guerra de independencia española, se incautó propiedades y bienes para cubrir los gastos de mantener el ejército en campaña, que a pesar de ello resultaron insuficientes ya que Morillo sufrió de carencias y oposición.
Una tradición colombiana dice que se empleó la exclamación "España no necesita de sabios" para rechazar una solicitud de indulto que Francisco José de Caldas pidió tras ser condenado a morir por un tribunal de guerra. La tradición adjudica la frase a Morillo o a Enrile Acedo, pero se duda de que alguna vez fuera pronunciada. Tampoco está claro si la negativa a indultar al sentenciado Caldas fue de Pablo Morillo o de Enrile Acedo. Se dice[¿quién?] que Morillo era favorable al indulto y Enrile no.  

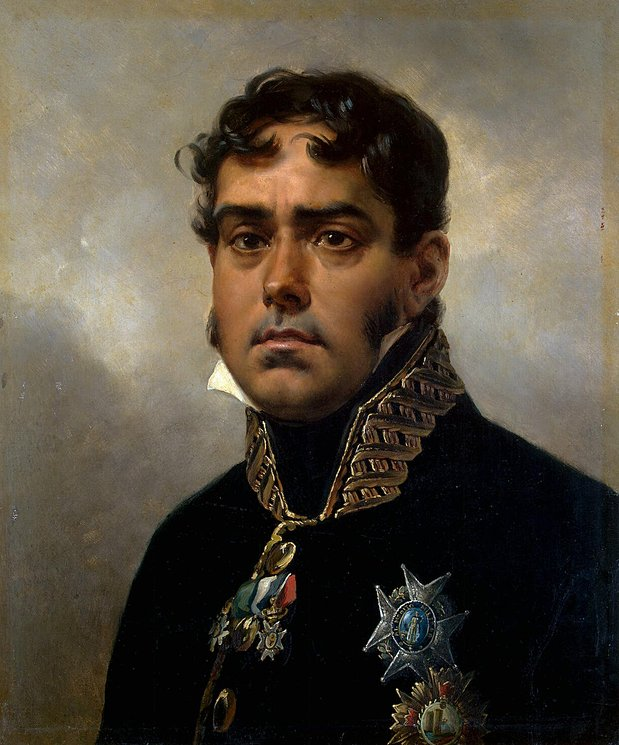
Pablo Morillo.

Tras recuperar la Nueva Granada, Morillo debe regresar a Venezuela en 1817 preocupado por el recrudecimiento de la guerra, pues Bolívar, Piar, Páez y otros jefes venezolanos reactivan su movimiento durante la estancia de Morillo en Nueva Granada. 
En el año de 1819, se le destina de jefe de las fuerzas navales en el Río de la Plata, participando en cuantas acciones tuvieron lugar.

## Gobernador de Filipinas
En el año de 1826 se le destina como capitán general del archipiélago de las Filipinas. En el año de 1827 se desdobla el mando en ellas y queda como comandante naval de todas las fuerzas realistas, así se dedica de lleno a combatir a la piratería, realizó alguna mejora en el apostadero de Cavite consiguiendo llegar a poner la quilla de la fragata Esperanza del porte de 50 cañones.
Dividió las islas y creó una gran cantidad de capitanías de puerto, estableciendo la jurisdicción de marina en ellas y ordenó levantar las cartas náuticas de todas ellas para mejorar el conocimiento de las posibles derrotas y sus peligros.
Regresó a la Península en el año de 1829, recibiendo al poco tiempo de su llegada la Real Orden de fecha del mes de julio del mismo año con el ascenso a teniente general.